# Сокиричі (пам'ятка природи)
Соки́ричі — ботанічна пам'ятка природи місцевого значення в Україні. Об'єкт розташований на території Ківерцівського району Волинської області, на схід від села Гайове. 
Площа 6,6 га. Статус присвоєно згідно з рішенням облвиконкому від 31.10.1991 року № 226. Перебуває у віданні ДП «Ківерцівське ЛГ» (Сокиричівське лісництво, кв. 11, вид. 1). 
Статус присвоєно для збереження частини лісового масиву з лісонасіннєвим насадженням дуба черешчатого віком понад 100 років, занесеного в насіннєвий генофонд.